# Scatola Iserlohn

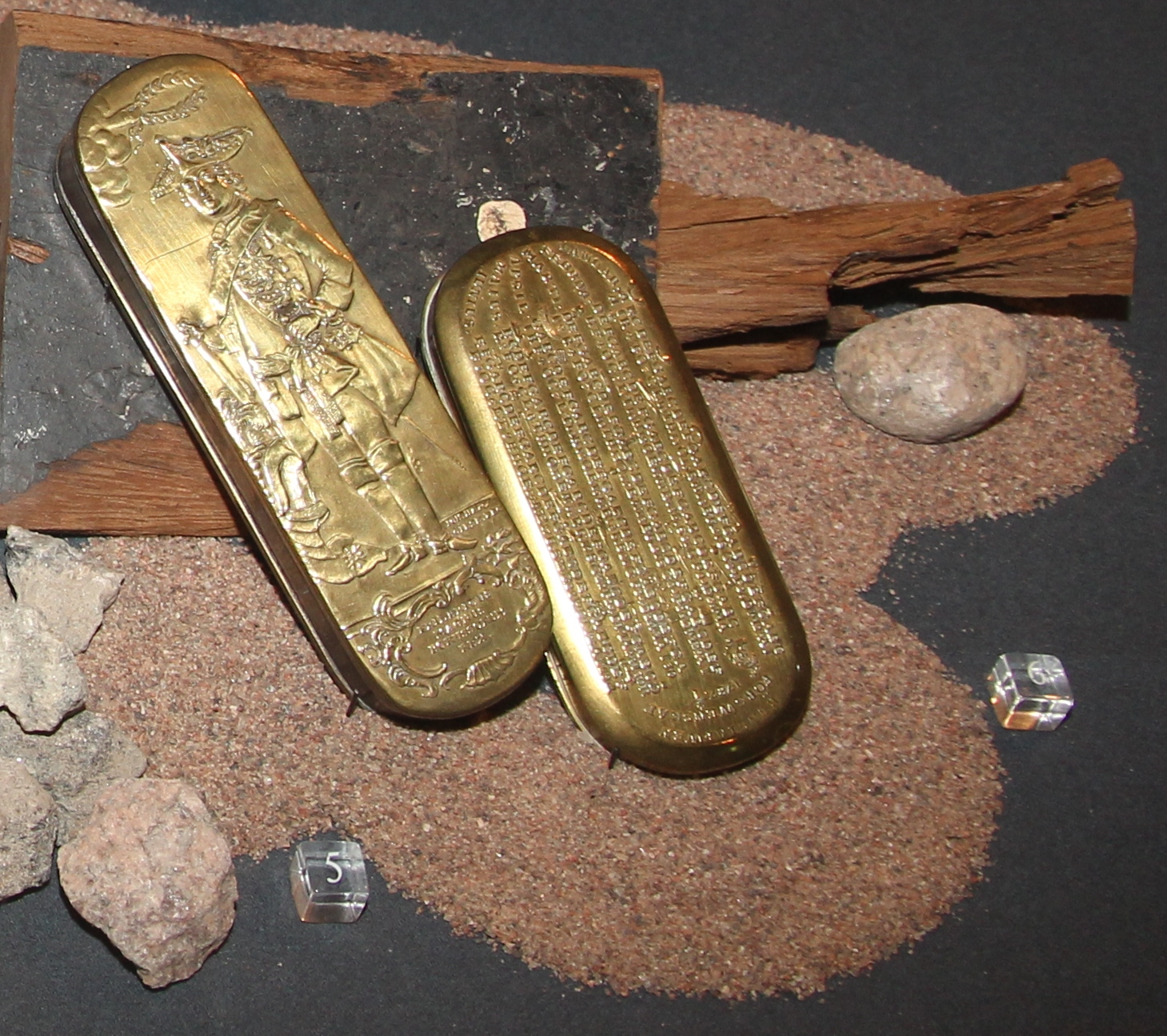
Una scatola Iserlohn per tabacco del XVIII secolo (a sinistra).

La scatola Iserlohn era una scatola da tabacco da fiuto di forma rettangolare con i bordi arrotondati, realizzata in rame o in ottone con cesellature, incisioni o addirittura altorilievi aventi per tema scene allegoriche o della vita di Federico il Grande. Questa tipologia di oggetti, che si diffuse particolarmente in Prussia sia in vita che dopo la morte di Federico II, ebbe il proprio principale centro di produzione a Iserlohn, Vestfalia (da cui il nome) e nei Paesi Bassi.

## Storia
Iserlohn, nota per la produzione mineraria e per la lavorazione dei metalli , divenne un importante centro di produzione di oggetti e materiali in metallo. Nel 1755, Federico II concesse all'incisore J.H. Giese il monopolio della produzione di scatole da tabacco da fiuto per tutta la Prussia e Giese stabilì la sede della propria produzione ad Iserlohn. Inizialmente tali scatole vennero decorate con scene bibliche, scene di caccia e generiche scene di vita dell'alta società e della borghesia, come pure vedute di città e altri temi. Con la diffusione del tabacco da fiuto il governo prussiano pensò di sfruttare questi oggetti come elementi di propaganda, per mostrare come la Prussia stesse acquisendo notorietà e potenza nel corso del XVIII secolo, in particolare dopo la guerra dei sette anni. Iniziò da allora ad essere stabilmente raffigurato re Federico II di Prussia su questi manufatti, che poi venivano venduti anche all'estero.